# 박용현 (1943년)
박용현(朴容昡, 1943년 9월 16일 ~ )은 대한민국의 기업인으로, 現 두산연강재단 이사장이다.

## 학력
- 1962.02 경기고등학교 졸업
- 1968.02 서울대학교 의과대학 학사
- 1970.02 서울대학교 대학원 외과학 석사
- 1977.02 서울대학교 대학원 외과학 박사

## 경력
- 1968.04 ~ 1969.03 서울대학교 의과대학 부속병원 인턴
- 1969.04 ~ 1973.02 서울대학교 의과대학 부속병원 레지던트
- 1973.05 ~ 1976.05 대한민국 육군 군의관
- 1976.09 ~ 1978.09 서울대학교 의과대학 외과학교실 전임강사
- 1978.10 ~ 2006.02 서울대학교 의과대학 외과학교실 조교수, 부교수, 교수
- 1979.06 ~ 1981.05 하버드 대학교 의대 브리감 앤 위먼스병원 외과 전임의
- 1984.09 ~ 1988.10 제8차 아시아 태평양 소화기병학회 조직위원회 사무총장
- 1993.06 ~ 1995.06 서울대학교병원 기획조정실장
- 1995.06 ~ 1998.05 서울대학교병원 진료부원장
- 1998.06 ~ 2004.05 서울대학교병원 원장
- 1998.06 ~ 2004.05 국립대학교병원장 협의회 회장
- 1999.02 ~ 2003.03 한국과학기술단체총연합회 이사
- 1999.02 ~ 2004.06 대한병원협회 부회장
- 2000.11 ~ 2001.11 대한소화기학회 회장
- 2003.02 ~ 2004.07 대한병원경영연구원 이사장
- 2005.04 ~ 2007.04 대한적십자사 병원경영위원회 위원장
- 2005.11 ~ 현재     두산연강재단 이사장
- 2006.11 ~ 2007.11 대한외과학회 회장
- 2007.02 ~ 2017.12 두산건설 회장
- 2008.10 ~ 2011.09 한국문화예술교육진흥원 이사장
- 2009.03 ~ 2015.03 서울대학교 의과대학동창회 회장
- 2009.03 ~ 2012.03 두산그룹 회장
- 2010.02 ~ 2019.02 한국산업기술진흥협회 회장
- 2012.02 ~ 2015.02 한국메세나협회 회장
- 2014.07 ~ 2015.12 국립대학법인 서울대학교 이사장
- 2015.02 ~ 2017.02 서울대학교병원 발전후원회 회장
- 2015.06 ~ 2018.09 예술의전당 이사장
- 2016.02 ~ 2023.11 중앙대학교 이사장
- 2017.02 ~ 2020.02 한국과학기술단체총연합회 부회장

## 상훈
- 1999.12 경영혁신대상
- 2001.10 한국전문경영인 대상
- 2002.12 황조근정훈장
- 2013.04 과학기술훈장 창조장
- 2021.01 대한의학회 명예의 전당 명예로운 의학자
- 2021.10 화관문화훈장

## 가족 관계
- 할아버지 박승직(1864년 - 1950년) - 별세
- 할머니 정정숙 - 별세
  - 아버지 박두병(1910년 - 1973년) - 별세
  - 어머니 명계춘(1913년 - 2008년) - 별세
    - 형 박용곤(1932년 - 2019년) : 두산그룹 명예회장 - 별세
    - 형 박용오(1937년 - 2009년)  - 별세
    - 형 박용성(1940년 -)
    - 본인 박용현(1943년 -) 
      - 장남 박태원(1969년 -)
      - 차남 박형원(1970년 -)
      - 삼남 박인원(1973년 -)

    - 동생 박용만(1955년 -)
    - 동생 박용욱(1960년 -)